# 下涧口水库
下涧口水库是中国重庆市巴南区境内的一座水库，位于蒲河支流孝子河上，建于1973年。水库正常库容为964万立方米，集雨面积为18平方千米，海拔为712.72米。